# 스시 장인: 지로의 꿈
스시 장인: 지로의 꿈(영어: Jiro Dreams of Sushi, 일본어: ジロー・ドリームス・オブ・スシ 지로도리무스오브스시[*])은 2011년 개봉한 미국의 다큐멘터리 영화이다. 85세의 초밥 가게인 스키야바시 지로를 운영하는 오노 지로의 장인 정신을 보여주는 다큐멘터리 영화이다. 미국에서는 2011년에 프로빈스타운 국제 영화제에서 첫 공개되었으며, 같은 해의 트라이베카 영화제에 공식 참여하였다.

## 출연

### 주연
- 오노 지로
- 수키야바시 오노

## 기타
- 프로듀서: 로스 M. 디너스타인
- 프로듀서: 톰 펠레그리니
- 프로듀서: 케빈 이와시나

## 흥행 성적
북아메리카의 흥행은 2012년 3월 9일에 뉴욕의 2개 영화관에서 개봉되었으며, 3월 16일부터 로스앤젤레스에서도 공개되었다. 2012년 5월 7일의 시점에서, 이 작품은 북아메리카에서 1,990,302 달러의 흥행 성적을 올리고 있다.

## 비평
이 작품은 비평가들 사이에서도 긍정적으로 받아 들여지고있다. 리뷰 사이트 Rotten Tomatoes나 Metacritic에서도 호평을 얻고있다.